# Sergio Guerri
Sergio Guerri (ur. 25 grudnia 1905 w Tarquinii, zm. 15 marca 1992 w Watykanie) – włoski duchowny katolicki, kardynał, arcybiskup tytularny Trebia. 

## Życiorys
Sergio Guerri urodził się w Tarquinii 25 grudnia 1905 roku.  
Naukę rozpoczął w międzydiecezjalnym seminarium w Montefiascone, a następnie kontynuował w Papieskim Seminarium w Rzymie. Święcenia kapłańskie przyjął 30 marca 1929 roku. Absolwent Papieskiego Uniwersytetu Laterańskiego i Papieskiego Ateneum św. Apolinarego.  
Po otrzymaniu święceń podjął pracę duszpasterską w rodzinnej diecezji Tarquinia. W 1937 roku został ekonomem Papieskiego Kolegium Propaganda Fide.  
Od 1951 roku pracował w administracji watykańskiej. Uczestniczył w przygotowaniu Soboru Watykańskiego II i brał aktywny udział w jego obradach.  
11 kwietnia 1969 roku został mianowany przez Pawła VI arcybiskupem tytularnym Trebia, a 28 kwietnia 1969 roku włączony przezeń do Kolegium Kardynalskiego z tytułem diakona Santissimo Nome di Maria al Foro Traiano.  
w jego obradach Sergio Guerri był także uczestnikiem dwóch konklawe z 1978 roku. 
Zmarł 15 marca 1992 roku w Watykanie. Został pochowany w rodzinnym grobowcu na cmentarzu w Tarquinii. 